# Paweł Parniak
Paweł Parniak (ur. 27 lutego 1890 w Nowosiółce Biskupiej, zm. 27 marca 2006 w Woliborzu) – polski weteran I wojny światowej, znany w Polsce ze swojej długowieczności, uznawany za najstarszego Dolnoślązaka i jednego z najstarszych Polaków, superstulatek.

## Życiorys
W czasie I wojny światowej walczył w szeregach cesarskiej i królewskiej Armii, a od 1919 roku służył w Wojsku Polskim i został awansowany na plutonowego. W latach 1926–1932 pracował w Kanadzie. Po powrocie do Polski zakupił gospodarstwo rolne. Prawdopodobnie w czasie II wojny światowej został raniony przez Ukraińców. Po wojnie osiedlił się na ziemiach zachodnich.
Paweł Parniak zmarł 27 marca 2006 w Woliborzu w wieku 116 lat. W chwili śmierci miał 11 wnuków, 32 prawnuków i 22 praprawnuków. Został pochowany w Woliborzu.